# Łaziska (powiat płocki)
Łaziska – wieś w Polsce, położona w województwie mazowieckim, w powiecie płockim, w gminie Słubice.
W skład sołectwa Łaziska wchodzą wsie Łaziska, Bończa i Studzieniec.
| SIMC    | Nazwa   | Rodzaj    |
| ------- | ------- | --------- |
| 0575410 | Krysin  | część wsi |
| 0575427 | Macocha | część wsi |

W latach 1954–1959 wieś należała i była siedzibą władz gromady Łaziska, po jej zniesieniu w gromadzie Słubice. W latach 1975–1998 miejscowość należała administracyjnie do województwa płockiego.
1 stycznia 2003 z połączenia wydzielonych wówczas z wsi Łaziska jej części (wówczas zlikwidowanych jako osobne miejscowości) Bończa Pierwsza i Bończa Druga powstała wieś Bończa, a ze Studzieniec Pierwszy i Studzieniec Drugi powstała wieś Studzieniec.